# Liste des chefs du gouvernement libyen
Cette page recense les chefs du gouvernement libyen depuis 1951. Le titre du chef du gouvernement a évolué ainsi :
- 1951-1977 : Premier ministre ;
- 1977-2011 : Secrétaire général du Comité populaire général[1] ;
- 2011-2012 : président du Conseil exécutif ;
- 2012 : Premier ministre.

## Liste des chefs du gouvernement depuis 1951
| N°                                                              | Portrait         | Nom (Naissance-Mort)                     | Mandat           | Mandat           | Mandat                     | Parti politique  | Parti politique  | Notes, faits marquants |                  |
| N°                                                              | Portrait         | Nom (Naissance-Mort)                     | Début            | Fin              | Durée                      | Parti politique  | Parti politique  | Notes, faits marquants |                  |
| Premier ministre                                                | Premier ministre | Premier ministre                         | Premier ministre | Premier ministre | Premier ministre           | Premier ministre | Premier ministre | Premier ministre | Premier ministre |
| Royaume de Libye                                                | Royaume de Libye | Royaume de Libye                         | Royaume de Libye | Royaume de Libye | Royaume de Libye           | Royaume de Libye | Royaume de Libye | Royaume de Libye | Royaume de Libye |
| --------------------------------------------------------------- | ---------------- | ---------------------------------------- | ---------------- | ---------------- | -------------------------- | ---------------- | ---------------- | --- | ---------------- |
| 1                                                               |                  | Mahmoud al-Montasser (1903-1970)         | 29 mars 1951     | 19 février 1954  | 2 ans, 10 mois et 21 jours |                  | Sans             | 1re fois |                  |
| 2                                                               |                  | Mohammed al-Sakizli (1892-1976)          | 19 février 1954  | 12 avril 1954    | 1 mois et 24 jours         |                  | Sans             | |                  |
| 3                                                               |                  | Moustapha Ben Halim (1921-2021)          | 12 avril 1954    | 26 mai 1957      | 13 ans, 1 mois et 13 jours |                  | Sans             | |                  |
| 4                                                               |                  | Abdul Majid Kaabar (1909-1988)           | 26 mai 1957      | 17 octobre 1960  | 3 ans, 4 mois et 21 jours  |                  | Sans             | |                  |
| 5                                                               |                  | Mohammed Osman al-Said (1924-2007)       | 17 octobre 1960  | 19 mars 1963     | 2 ans, 5 mois et 2 jours   |                  | Sans             | |                  |
| 6                                                               |                  | Mohieddin Fikini (1925-1994)             | 19 mars 1963     | 20 janvier 1964  | 1 an, 3 mois et 1 jour     |                  | Sans             | |                  |
| 7                                                               |                  | Mahmoud al-Montasser (1903-1970)         | 20 janvier 1964  | 20 mars 1965     | 9 mois                     |                  | Sans             | |                  |
| 8                                                               |                  | Hussein Mazzek (1918-2006)               | 20 mars 1965     | 2 juillet 1967   | 3 ans et 12 jours          |                  | Sans             | |                  |
| 9                                                               |                  | Abdelkader al-Badri (1921-2003)          | 2 juillet 1967   | 25 octobre 1967  | 3 mois et 23 jours         |                  | Sans             | |                  |
| 10                                                              |                  | Abdelhamed al-Bakkoush (1933-2007)       | 25 octobre 1967  | 4 septembre 1968 | 10 mois et 10 jours        |                  | Sans             | |                  |
| 11                                                              |                  | Wanis al-Kadhafi (1922-1986)             | 4 septembre 1968 | 31 août 1969     | 11 mois et 27 jours        |                  | Sans             | Déposé en 1969 par un coup d'État |                  |
| République arabe libyenne                                       |                  |                                          |                  |                  |                            |                  |                  | |                  |
| 12                                                              |                  | Mahmoud Soleiman al-Maghrebi (1935-2009) | 8 septembre 1969 | 16 janvier 1970  | 2 ans et 8 jours           |                  | Sans             | |                  |
| 13                                                              |                  | Mouammar Kadhafi (1942-2011)             | 16 janvier 1970  | 16 juillet 1972  | 2 ans et 6 mois            |                  | USA              | |                  |
| 14                                                              |                  | Abdessalam Jalloud (1944)                | 16 juillet 1972  | 2 mars 1977      | 4 ans, 7 mois et 14 jours  |                  | USA              | |                  |
| Grande Jamahiriya arabe libyenne populaire et socialiste        |                  |                                          |                  |                  |                            |                  |                  | |                  |
| Secrétaire général du Comité populaire général                  |                  |                                          |                  |                  |                            |                  |                  | |                  |
| 15                                                              |                  | Abdul Ati al-Obeidi (1939-2023)          | 2 mars 1977      | 2 mars 1979      | 2 ans                      |                  | Sans             | |                  |
| 16                                                              |                  | Jadallah Azzuz at-Talhi (1939-2024)      | 2 mars 1979      | 16 février 1984  | 4 ans, 11 mois et 14 jours |                  | Sans             | 1re fois |                  |
| 17                                                              |                  | Mohammed az-Zarouk Rajab (1940)          | 16 février 1984  | 3 mars 1986      | 2 ans et 15 jours          |                  | Sans             | |                  |
| 18                                                              |                  | Jadallah Azzuz at-Talhi (1939-2024)      | 3 mars 1986      | 1er mars 1987    | 11 mois et 26 jours        |                  | Sans             | 2e fois |                  |
| 19                                                              |                  | Omar Moustapha al-Montasser (1939-2001)  | 1er mars 1987    | 7 octobre 1990   | 3 ans, 7 mois et 6 jours   |                  | Sans             | |                  |
| 20                                                              |                  | Abouzed Omar Dorda (1944-2022)           | 7 octobre 1990   | 29 janvier 1994  | 3 ans, 3 mois et 22 jours  |                  | Sans             | |                  |
| 21                                                              |                  | Abdul Majid al-Qa′ud (1943-2021)         | 29 janvier 1994  | 29 décembre 1997 | 3 ans et 11 mois           |                  | Sans             | |                  |
| 22                                                              |                  | Mohammed Ahmad al-Mangoush (1937-2016)   | 29 décembre 1997 | 1er mars 2000    | 2 ans, 2 mois et 1 jour    |                  | Sans             | |                  |
| 23                                                              |                  | Moubarak al-Shamikh (1952)               | 1er mars 2000    | 14 juin 2003     | 3 ans, 3 mois et 13 jours  |                  | Sans             | |                  |
| 24                                                              |                  | Choukri Ghanem (1942-2012)               | 14 juin 2003     | 5 mars 2006      | 2 ans, 8 mois et 19 jours  |                  | Sans             | |                  |
| 25                                                              |                  | Baghdadi Mahmoudi (1945)                 | 5 mars 2006      | 22 août 2011     | 5 ans, 5 mois et 17 jours  |                  | Sans             | Fin du régime. |                  |
| État de Libye                                                   |                  |                                          |                  |                  |                            |                  |                  | |                  |
| Président du Conseil exécutif du Conseil national de transition |                  |                                          |                  |                  |                            |                  |                  | |                  |
| 26                                                              |                  | Mahmoud Jibril (1952-2020)               | (5 mars 2011)    | 23 octobre 2011  | 7 mois et 18 jours         |                  | Sans             | |                  |
| –                                                               |                  | Ali Tarhouni (1951)                      | 23 octobre 2011  | 24 novembre 2011 | 1 mois et 1 jour           |                  | Sans             | |                  |
| 27                                                              |                  | Abdel Rahim al-Kib (1950-2020)           | 24 novembre 2011 | 14 novembre 2012 | 11 mois et 21 jours        |                  | Sans             | |                  |
| Premier ministre                                                |                  |                                          |                  |                  |                            |                  |                  | |                  |
| 28                                                              |                  | Ali Zeidan (1950)                        | 14 novembre 2012 | 11 mars 2014     | 1 an, 3 mois et 25 jours   |                  | Sans             | Destitué par le Congrès général national. |                  |
|                                                                 |                  | Abdallah al-Thani (1954)                 | 12 mars 2014     | 13 mars 2021     | 7 ans et 1 jour            |                  | Sans             | Dispute le poste à Ahmed Miitig lors de la crise politique de mai 2014 puis successivement à Omar al-Hassi et Khalifa al-Ghowel lors de la deuxième guerre civile. À partir du 12 mars 2016, il dispute également son poste à Fayez el-Sarraj. |                  |
|                                                                 |                  | Ahmed Miitig (1972)                      | 25 mai 2014      | 9 juin 2014      | 15 jours                   |                  | Sans             | Dispute le poste à Abdallah al-Thani. |                  |
|                                                                 |                  | Omar al-Hassi (1949)                     | 6 septembre 2014 | 31 mars 2015     | 6 mois et 25 jours         |                  | Sans             | Dispute le poste à Abdallah al-Thani. Destitué par le Congrès général national. |                  |
|                                                                 |                  | Khalifa al-Ghowel (1964)                 | 1er avril 2015   | 5 avril 2016     | 1 an et 4 jours            |                  | Sans             | Dispute le poste à Abdallah al-Thani et à Fayez el-Sarraj. Chassé du pouvoir le 16 mars 2017. |                  |
|                                                                 |                  | Fayez el-Sarraj (1960)                   | 12 mars 2016     | 13 mars 2021     | 5 ans et 1 jour            |                  | Sans             | Nommé en vertu des accords de Skhirat. Dispute le poste à Khalifa al-Ghowel. Siège à Tripoli. En exil à Tunis jusqu'au 30 mars 2016. |                  |
|                                                                 |                  | Khalifa al-Ghowel (1964)                 | 14 octobre 2016  | 16 mars 2017     | 5 mois et 2 jours          |                  | Sans             | Dispute le poste à Abdallah al-Thani et à Fayez el-Sarraj. Chassé du pouvoir le 16 mars 2017. |                  |
|                                                                 |                  | Abdel Hamid Dbeibah (1958)               | 13 mars 2021     | en fonction      | 4 ans, 2 mois et 13 jours  |                  | Libye du futur   | Dispute le poste à Fathi Bachagha puis à Oussama Hammad. |                  |
|                                                                 |                  | Fathi Bachagha (1962)                    | 3 mars 2022      | 13 août 2024     | 2 ans, 5 mois et 11 jours  |                  | Sans             | Non reconnu par la communauté internationale, et investi par la Chambre des représentants il dispute le poste à Abdel Hamid Dbeibah. Suspendu à partir du 16 mai 2023.                                                                         |                  |
| –                                                               |                  | Oussama Hammad (1979)                    | 16 mai 2023      | en fonction      | 2 ans et 10 jours          |                  | Sans             | Non reconnu par la communauté internationale, il dispute le poste à Abdel Hamid Dbeibah. Investi par la Chambre des représentants, celle-ci le reconnaît comme le seul Premier ministre légitime à partir du 13 août 2024.                     |                  |